# Stefan Sándor

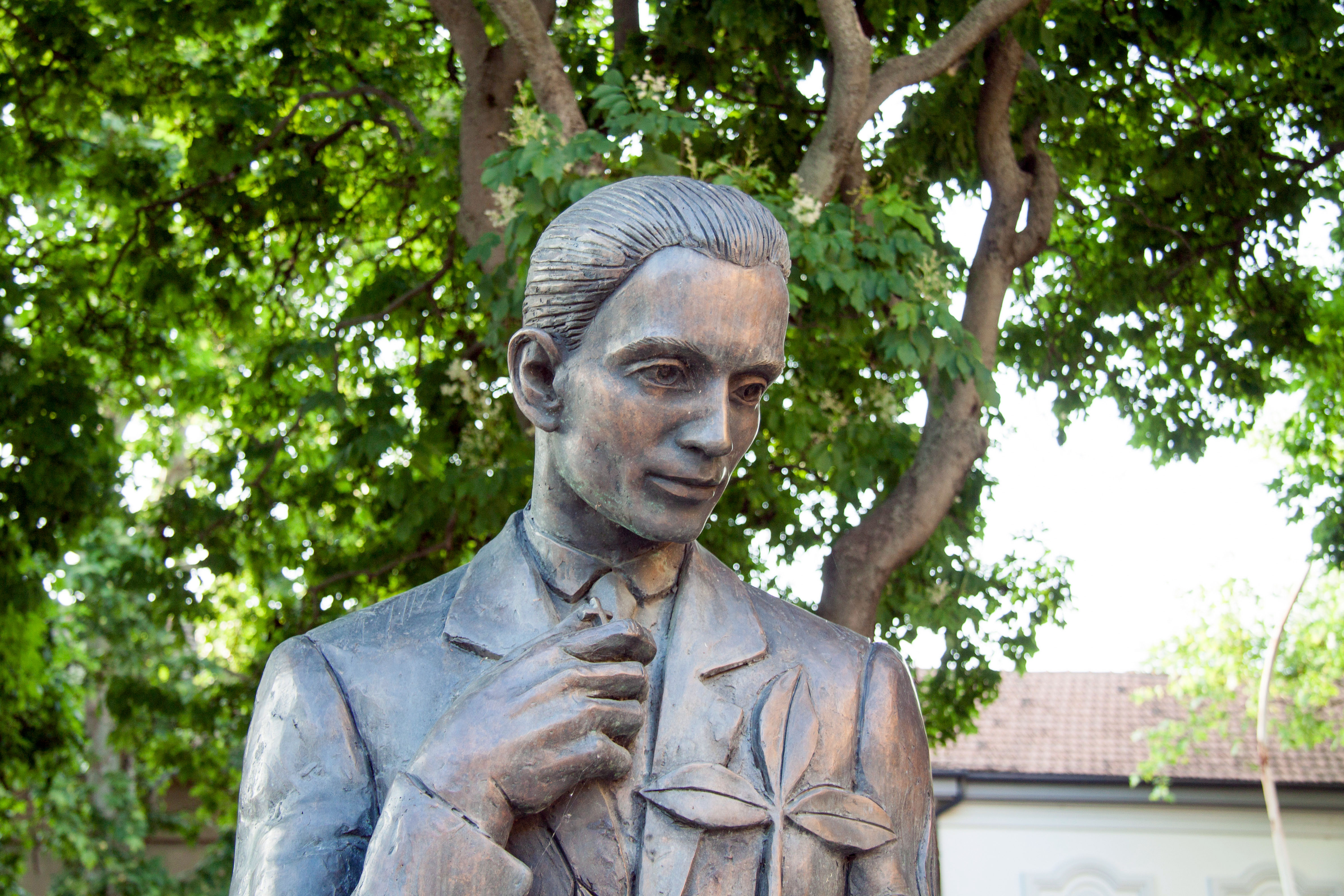

Stefan Sándor SDB (ungarisch: István Sándor; * 26. Oktober 1914 in Szolnok; † 8. Juni 1953 in Budapest) war ein ungarischer Ordensbruder und Märtyrer. Er wurde am 19. Oktober 2013 seliggesprochen.

## Leben
Stefan Sándor war der erstgeborene Sohn von Stefan Sándor, einem Hilfsarbeiter bei der ungarischen Bahn Magyar Államvasutak, und Maria Fekete. Verschärft durch die Situation des Ersten Weltkrieges wuchsen er und seine Brüder László und János in armen Verhältnissen auf. Seine Eltern legten dennoch Wert auf eine gute schulische Bildung. Nach dem Besuch der Grundschule sowie von 1924 bis 1928 der Bürgerschule ging Sándor auf die Königliche Berufsschule für Holz und Metall, um den Beruf des Drehers und des Kupfergießers zu erlernen. Er schloss die Ausbildung 1931 ab.

### Salesianerbruder
Anfang 1936 zog Sándor nach Budapest, um dort an der Berufsschule Clarisseum der Salesianer Don Boscos im Stadtteil Rákospalota das Druckerhandwerk zu erlernen. Während dieser Ausbildung entschloss er sich, selbst Salesianer Don Boscos zu werden, und absolvierte ein zweijähriges Postulat. Bis zum Beginn seines Noviziats am 1. April 1938 in Mezőnyárád wirkte er ehrenamtlich bei der Jugend- und Ministrantenarbeit der Ordensgemeinschaft mit. Da das Noviziat durch die Einberufung zum Militär unterbrochen wurde, konnte er erst am 8. September 1940 die erste zeitliche Profess als Salesianerbruder ablegen.

### Militärdienst
1942 wurde er erneut zum Militärdienst eingezogen und war im Zweiten Weltkrieg als Funker im Nachrichtendienst tätig, zunächst in Südungarn, dann in Nord- bzw. Oberungarn, in Siebenbürgen und mit der 2. ungarischen Armee schließlich in Russland. Nach deren Niederlage wurde er in den Westen versetzt. 1944 geriet er in Deutschland in amerikanische Gefangenschaft.

### Religiöse Jugendarbeit in der kommunistischen Diktatur
Nach seiner Entlassung aus der Kriegsgefangenschaft und seiner Rückkehr nach Ungarn arbeitete er ab dem Frühjahr 1945 in der Druckerei des Ordens im Clarisseum in Rákospalota. Er legte dort die Meisterprüfung ab. Als Leiter des Vereins der Jungen Katholischen Arbeiter (KIOE) engagierte er sich wieder in der Jugendarbeit. Er führte diese Tätigkeit auch nach der kommunistischen Machtübernahme und dem Verbot des Vereins durch das Innenministerium im Sommer 1946 fort. Im Clarisseum befand sich neben der Druckerei ein 1882 als Waisenhaus gegründetes Kinderheim, das 1925 von den Salesianern als Jungenheim weitergeführt wurde. Außerdem gab es im Institut einen Park und ein Pfadfinderhaus. 1946 legte Sándor dort die ewigen Gelübde ab.
Ab 1949 baute die Politische Polizei Államvédelmi Hatóság durch eine dreimonatige Ausbildung eine Jugendtruppe auf, zu der vor allem arme und mittellose Jugendlichen rekrutiert wurden, zum Teil mit Zwang. Davon waren auch einige Jugendliche Stefan Sándors betroffen. Einige von ihnen blieben aber mit ihm in Kontakt. Als dann 1950 in Ungarn zahlreichen Ordensgemeinschaften ihre Tätigkeit untersagt und auch das Institut der Salesianer von den gewaltsamen Schließungen betroffen war, führte Sándor – neben einer Tätigkeit als Sakristan – seine Jugendarbeit im Untergrund weiter. Er organisierte Ausflüge, Treffen in Privatwohnungen und unterrichtete Religion.

### Verfolgung, Verhaftung, Misshandlung und Prozess vor dem Militärgericht
Bereits Ende Februar 1951 wurde der Politischen Polizei der Kommunisten ein Teil dieser Tätigkeiten Sándors bekannt, so dass er beschattet wurde. Nachdem er eine Warnung erhalten hatten, organisierten seine Ordensoberen seine Flucht in den Westen. Er war schon mit einem gefälschten Pass in der Nähe der Westgrenze, als er sich entschied, nach Budapest zurückzukehren, um seine Jugendlichen nicht im Stich zu lassen. Er arbeitete zunächst unter dem Decknamen Stefan Kiss in der Budapester Persil-Fabrik. Ohne Anmeldung wohnte er in der Wohnung seines Mitbruders und Priesterkandidaten Tibor Daniel. Die Tarnung funktionierte so gut, dass er für seine Jugendarbeit in der Persil-Fabrik sogar die Auszeichnung als „Volkserzieher“ („Népnevelői Kitüntetetést“) erhielt.
Als 1952 dann doch die eigentliche Identität aufflog, wurde zudem bekannt, dass ein Mitglied der Parteigarde, die eine Art Leibgarde für den Führer der kommunistischen Partei des Landes war, sein ehemaliger Schüler war und weiter heimlich mit ihm in Kontakt gestanden hatte. Daher wurde Sándor unter dem Vorwand „Aufwiegelung gegen den Parteivorsitzenden“ am 28. Juli 1952 verhaftet. Im Gefängnis wurde er mehrmals verprügelt und misshandelt, ohne dass ein Geständnis erzwungen werden konnte. Nach wochenlangen Vernehmungen wurde er schließlich zusammen mit 15 anderen Gefährten – neun Parteigardisten, vier Salesianer Don Boscos, ein erwachsener Zivilist und eine fünfzehnjährige Gymnasiastin – angeklagt und vor ein Militärgericht gestellt.

### Hinrichtung
Das Budapester Militärgericht verurteilte am Ende seiner streng geheimen Sitzung vom 28. bis 30. Oktober 1952 vier Personen, darunter Stefan Sándor, zum Tod durch Hängen, die anderen erhielten Freiheitsstrafen zwischen fünf und 15 Jahren. Ein Gnadengesuch Sándors wurde am 12. März 1953 abgelehnt. Das Todesurteil wurde drei Monate später am 8. Juni 1953 vollstreckt.
Seine Familie hatte seit seiner Verhaftung nichts mehr von ihm gehört. Erst 1955 wurde der Vater benachrichtigt, dass sein Sohn wegen undemokratischer Aufwiegelei zum Tod verurteilt und hingerichtet worden war.

## Nachleben

### Rehabilitierung
Sándor wurde 1994 von einem Gericht in Budapest rehabilitiert.

### Verehrung
In Sándors Geburtsstadt Szolnok wurde auf dem Urnenfriedhof der Dreifaltigkeitskirche (auch „Franziskanerkirche“) ein symbolischer Platz zu seinem Gedächtnis eingerichtet, weil bisher nicht völlig geklärt werden konnte, wo er begraben wurde. Heute geht man davon aus, dass er mit großer Wahrscheinlichkeit in der Parzelle 301 des Friedhofs von Rákoskeresztúr liegt.

### Seligsprechungsprozess
Der diözesane Seligsprechungsprozess wurde am 24. Mai 2006 eröffnet und am 8. Dezember 2007 abgeschlossen. Am 27. März 2013 wurde Stefan Sándor durch Papst Franziskus als Märtyrer anerkannt. Am 19. Oktober 2013 wurde er in einem Gottesdienst vor der St.-Stephans-Basilika in Budapest durch Kardinal Angelo Amato SDB, dem damaligen Präfekt der Kongregation für die Selig- und Heiligsprechungsprozesse, seliggesprochen. Die Predigt hielt der ungarische Primas, Kardinal Péter Erdő.
Der liturgische Gedenktag ist der 8. Juni.